# Vadencourt (Aisne)
Vadencourt é uma comuna francesa na região administrativa de Altos da França, no departamento de Aisne. Estende-se por uma área de 12,24 km². Em 2010 a comuna tinha 539 habitantes (densidade: 44 hab./km²).